# Papilio protenor
Papilio protenor es una especie de mariposa perteneciente a la familia Papilionidae. Se encuentra en la India.

## Descripción

### Macho

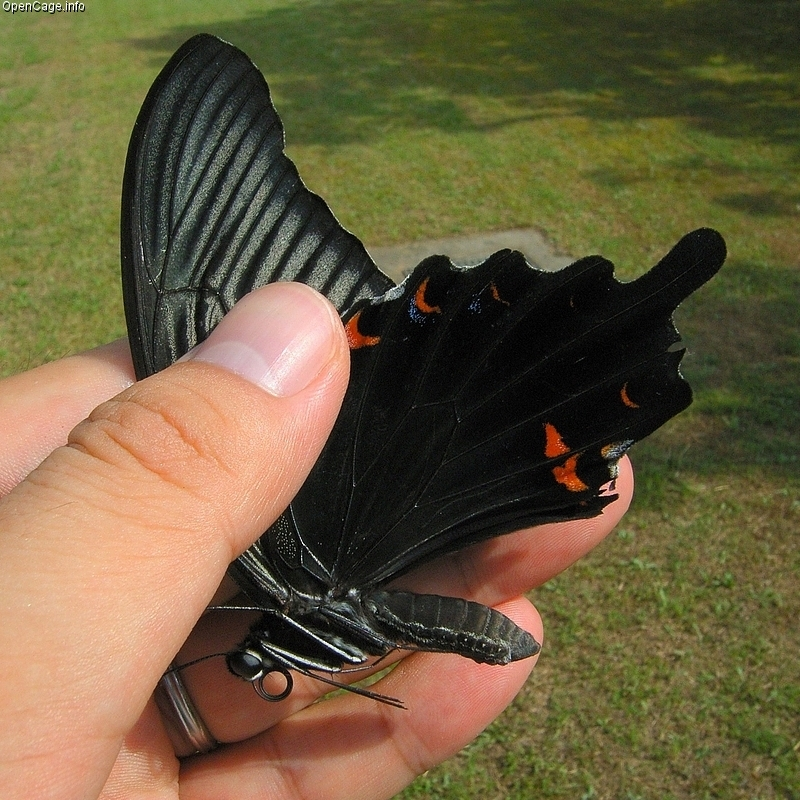
Papilio protenor demetrius

Superior : terciopelo añil, azul, negro, opaco en el ala delantera. Alas anteriores con manchas pálidas. Ala trasera: con una gama de color blanco amarillento pálido en racha subcostal;  con escamas azules; ángulo tornal marcado con rojo.
Inferior : ala negro mate, rayas adnervular claramente grises y mucho más amplio que en el haz. Ala posterior: color tierra, una gran mancha de forma irregular en el ángulo tornal que se extiende en espacio intermedio 2. 

## Larvas
De color verde, con un collar amarillo y manchas marrones como de líquenes. Se alimenta de Zanthoxylum alatum y Zanthoxylum ailanthoides.